# Glena arcana
Glena arcana är en fjärilsart som beskrevs av Frederick H. Rindge 1958. Glena arcana ingår i släktet Glena och familjen mätare. Inga underarter finns listade i Catalogue of Life.